# 切里瓦爾 (印第安納州)
切里瓦爾（英語：Cherryvale）是位於美國印地安納州克萊縣的一個非建制地區。該地的面積和人口皆未知。

## 地理
切里瓦爾的座標為39°27′48″N 87°14′22″W / 39.46333°N 87.23944°W，而該地的平均海拔高度為178米（即584英尺）。